# Корніїв (пам'ятка природи)
Корні́їв (Урочище Корніїв) — ботанічна пам'ятка природи загальнодержавного значення в Україні. Розташована в Словечанській сільській громаді Коростенського району Житомирської області, на схід від села Червонка. 
Площа 15 га. Статус надано в 1975 році. Перебуває у віданні ДП «Словечанське ЛГ» (Кованське лісництво, кв. 37). 
Охороняється унікальний острівний осередок гірської рослинності у західній частині Словечансько-Овруцького кряжу, що в межах Поліської низовини, де спостерігаються відслонення гранітів. 
У рослинному покриві переважають угруповання дуба скельного. Підлісок утворює реліктовий вид — рододендрон жовтий, а також кадило мелісолисте і ряд орхідних (зозулинцевих), які належать до рідкісних рослин.